# Ernesto Mandara

Wappen von Ernesto Mandara

Ernesto Mandara (* 24. Juli 1952 in Positano, Provinz Salerno, Italien) ist Bischof von Sabina-Poggio Mirteto.

## Leben
Bevor Mandara in das Gymnasium des Knabenseminars der Territorialprälatur Pompei eintrat, besuchte er die staatliche Mittelschule in Positano. Anschließend besuchte er das Römische Knabenseminar und trat schließlich als Alumne in das Päpstliche Römische Priesterseminar ein. Er studierte Katholische Theologie und Philosophie an der Päpstlichen Lateranuniversität und der Päpstlichen Universität Gregoriana. Seine Ausbildung schloss er an der der Lateranuniversität angegliederten Päpstlichen Akademie Alfonsiana ab.
Ernesto Mandara empfing am 22. April 1978 die Priesterweihe für das Erzbistum Amalfi-Cava de’ Tirreni.
Papst Johannes Paul II. ernannte ihn am 2. April 2004 Titularbischof von Turris in Mauretania und zum Weihbischof in Rom. Die Bischofsweihe spendete ihm Kardinalvikar Camillo Ruini am 5. Juni desselben Jahres; Mitkonsekratoren waren Luigi Moretti, Weihbischof in Rom, und Giuseppe Mani, Erzbischof von Cagliari. Als Wahlspruch wählte er Quod Dei Deo.
Am 10. Juni 2011 ernannte ihn Papst Benedikt XVI. zum Bischof von Sabina-Poggio Mirteto. Die feierliche Amtseinführung (Inthronisation) fand am 28. August desselben Jahres statt.